# Dirrhope eoa
Dirrhope eoa är en stekelart som beskrevs av Sergey A. Belokobylskij 1989. Dirrhope eoa ingår i släktet Dirrhope och familjen bracksteklar. Inga underarter finns listade i Catalogue of Life.